# Bruchidius mordelloides
Bruchidius mordelloides là một loài bọ cánh cứng trong họ Bruchidae. Loài này được Baudi miêu tả khoa học năm 1886.